# Carles XI de Suècia
Carles XI de Suècia (suec: Karl XI)  (Estocolm, 24 de novembre de 1655 - Estocolm, 5 d'abril de 1697) va ser rei de Suècia (1660-1697), duc de Bremen i príncep de Verden (1660-1697), així com duc del Palatinat-Zweibrücken (1681-1697) amb el nom de Carles I. Era l'únic fill del matrimoni del rei Carles X Gustau i Hedwig Elionor de Schleswig-Holstein-Gottorp.

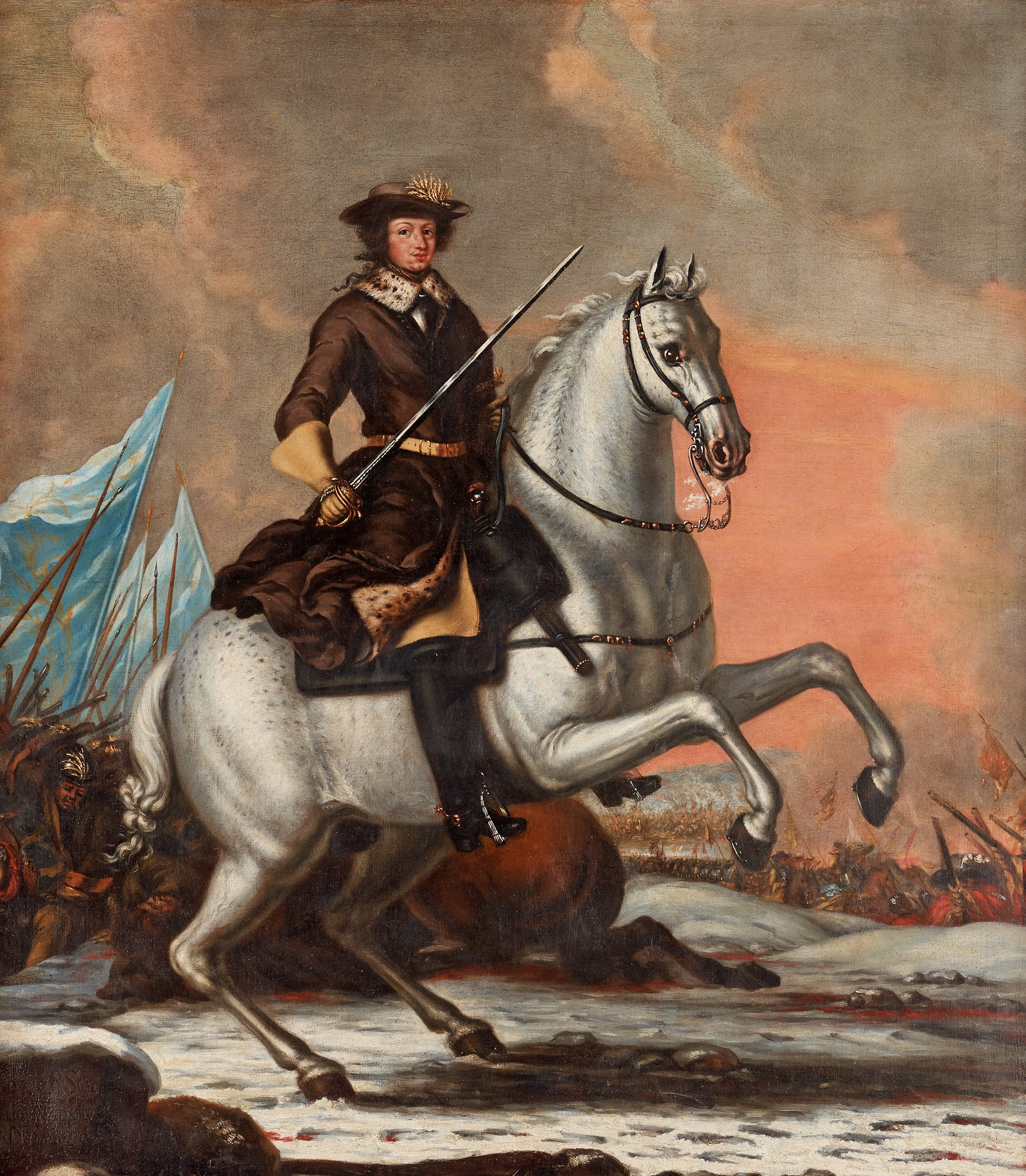
Carles XI de Suècia durant la Batalla de Lund de 1676. Quadre atribuït a David Klöcker Ehrenstrahl (1682)

Carles XI va ser un dels monarques més poderosos i destacats de la història de Suècia. El seu govern es dedicà principalment a tasques administratives, cosa que li va permetre reestructurar l'Estat i redreçar el país després de la crisi en què es trobava a causa de les nombroses guerres en què havia participat. Tot i que inicialment es mostrà procliu a l'ús de la força, durant bona part del seu regnat es va mantenir la pau i s'evitaren els conflictes internacionals. Per tot plegat, la pau va permetre dur a terme importants reformes internes, en què es va combatre contra els grups de pressió de la funció pública i Carles XI esdevingué un monarca absolut.

## L'inici del regnat. Rei d'un país empobrit

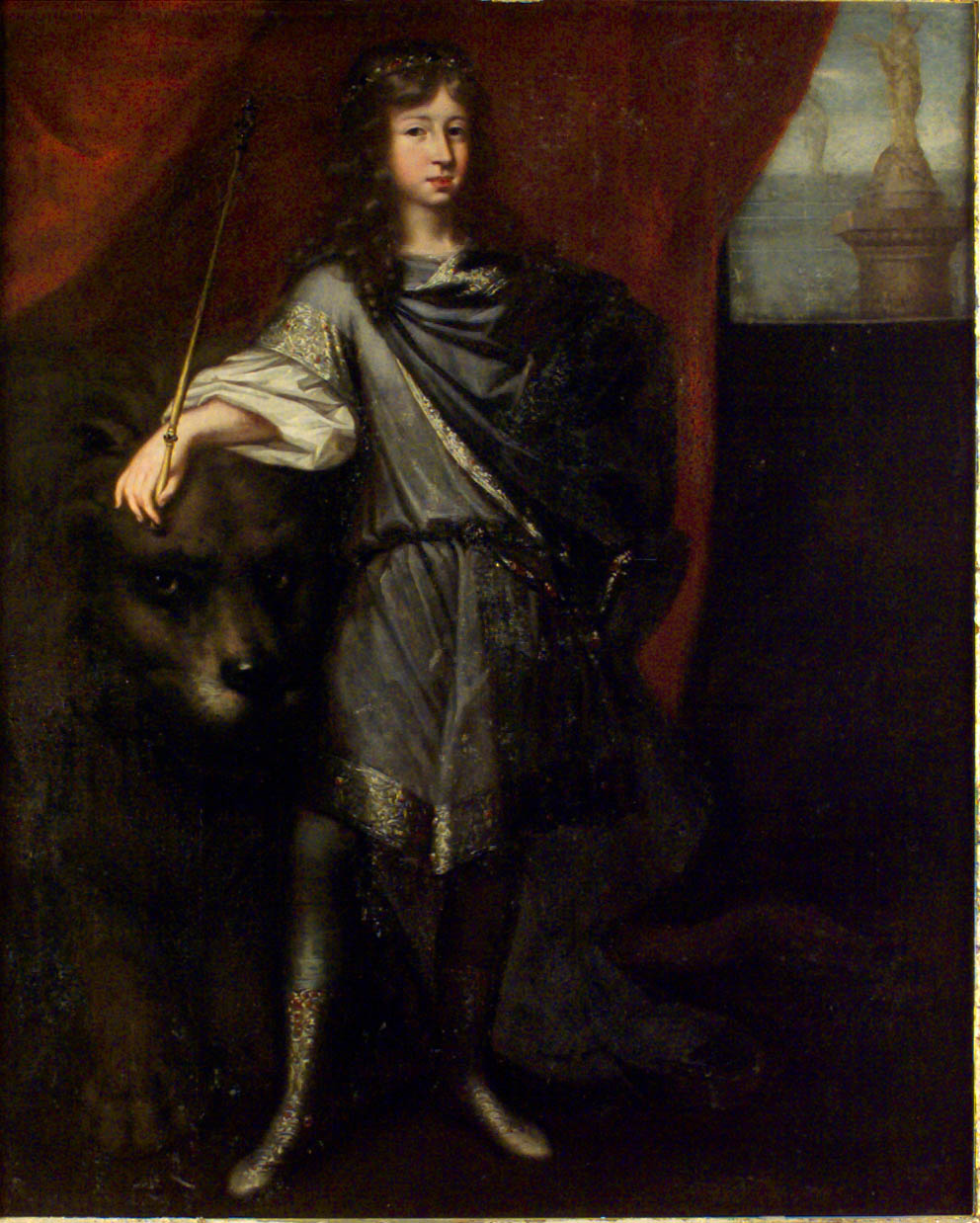
Retrat de Carles XI de 1666

Carles XI de Suècia va néixer al castell d'Estocolm, el 24 de novembre de 1655, i va ser proclamat rei de Suècia el 13 de febrer de 1660, amb només quatre anys, després de la mort inesperada de Carles X Gustau. El govern del país quedà en mans de cinc alts funcionaris, que es van encarregar de l'educació del jove rei junt amb la reina mare, Eduviges Leonor. L'escassa atenció que donaren a aquest tema però, van fer de Carles XI una persona autoritària, d'escasses maneres i coneixements molt bàsics.
El 18 de desembre de 1672 Carles XI va complir 17 anys, assolint així la majoria d'edat i el dret a exercir les seves funcions de monarca. En aquests primers temps, el rei es va deixar anar per la desídia, heretada de la regència. L'administració de l'Estat es trobava immersa en una profunda ineficiència i sense recursos econòmics. L'alt cost de les guerres empreses pel seu pare havia deixat el país empobrit i amb dificultats financeres molt importantes; de fet, només es va poder fer front als préstecs procedents de l'estranger. El rei no es preocupava però per aquests afers, sinó que s'interessava més per la diversió i sortia sovint la capital. Els afers principals van quedar en mans de Magnus Gabriel de la Gardie, qui arribà a ser l'home més fort del país.

## Entrada als conflictes europeus
Les necessitats financeres van esdevenir excessives, i Suècia es va veure involucrada novament en un conflicte internacional. De la Gardie havia obtingut de França noves ajudes econòmiques, però Lluís XIV va decidir cobrar-s'ho demanant a Suècia suport militar a la guerra contra les Províncies Unides, que esclatà el 1672. Com a condició per a nous préstecs, els soldats suecs van desembarcar el 1674 a Brandenburg i el 18 de juny de 1675 s'enfrontaren als alemanys a la batalla de Fehrbellin. La derrota de les tropes sueques però, va fer minvar de forma important el prestigi militar del país, fet que ràpidament aprofitaren els seus enemics, Dinamarca, les Províncies Unides i el Sacre Imperi Romanogermànic per intentar guanyar nous territoris i el domini comercial i militar al Mar Bàltic.
Davant d'aquesta situació, Carles XI va decidir intervenir de forma més activa a la política i inicià importants canvis a l'administració de l'Estat i l'exèrcit. En poc temps, el rei va passar de ser un monarca indolent a esdevenir un gran governant. El 1676 va nomenar a Johan Gyllenstierna, un home molt capacitat, com a conseller personal, i li donà un paper destacat en totes les noves reformes contra la pobresa i l'amenaça exterior.
La Guerra d'Escània esdevingué decisiva al regnat de Carles XI. En aquest conflicte, el rei Cristià V de Dinamarca i Noruega va pretendre incorporar als seus dominis els territoris guanyats per Suècia segons el Tractat de Roskilde. Tot i que la derrota a Brandenburg havia acabat amb les possessions sueques a Alemanya i el mar Bàltic era ara dominat per danesos i holandesos, el monarca va emprendre una nova ofensiva amb el suport de grans militars. Així, l'exèrcit suec va vèncer el danès a les batalles de Halmstad (17 d'agost de 1676), Lund (4 de desembre de 1676) i Landskrona (14 de juliol de 1677). Després d'aquesta darrera batalla, Cristià V va fer retrocedir les seves tropes i la pau signada a Lund el 26 de setembre de 1679 va garantir a Suècia el domini de les províncies del sud. La guerra havia estat costosa en termes globals, però el prestigi del rei va créixer de forma molt important, així com la confiança de tot el país.

## La introducció de l'absolutisme
Una de les accions que Carles XI va emprendre en la seva política de reforma va ser l'expropiació de grans extensions de terres que monarques anteriors havien donat a l'aristocràcia per raons polítiques. Aquesta expropiació va portar a una important reforma de les finances i, paral·lelament, a la instauració d'un règim absolutista al país.
El rei va exigir als funcionaris, una administració molt poc àgil en aquell moment, una disciplina rígida, i va combatre de forma clara la corrupció i el malbaratament dels recursos públics, principals problemes dels temps anteriors. A més, a l'assemblea de 1680 del Consell del Regne, el monarca va dissoldre l'òrgan, incrementant així els seus poders, tant executius com legislatius. El domini de l'aristocràcia va arribar així a la seva fi a Suècia, donant pas a la monarquia absoluta.
Un altre afer important analitzat pel monarca fou la reforma de l'exèrcit. Carles XI va crear un impost especial per a sufragar conflictes bèl·lics inesperats. Les forces militars van esdevenir un cos disciplinat format per fins a 38.000 homes. A més, el monarca va exigir a les províncies un important nombre de civils per a la defensa del territori en cas que aquesta fos necessària. Durant el regnat, a més, es va reconstruir la flota, destruïda a la Guerra d'Escània, i se la va dotar d'un gran port amb drassanes específicament dedicades a la ciutat de Karlskrona.
Les províncies del sud, guanyades poc abans del seu regnat, van experimentar un ràpid fenomen d'assimilació cultural, amb l'ensenyament de l'idioma i la cultura del país. A banda de l'administració i les lleis, en aquest procés van tenir un paper destacat tant la Universitat de Lund, refundada el 1668 després d'haver estat devastada per les guerres, i l'Església de Suècia. Precisament, aquesta va rebre durant tot el regnat un impuls força important. Carles XI va promulgar una llei eclesiàstica en què es fixava la relació entre l'Estat i l'Església, i que va ser vigent fins a principis del segle xx. En paral·lel es van adoptar noves formes d'ensenyament de la doctrina cristiana, i es va fer una nova traducció al suec de la Bíblia que, des que fou acabada el 1703 va esdevenir la traducció oficial fins a mitjan segle xx.
Finalment, tot i que el rei no gaudia d'uns grans coneixements, va veure la gran importància que tenia l'ensenyament pel futur del país. Impulsà així de forma clara l'educació, amb la creació de noves escoles d'ensenyament bàsic i superior, i va donar durant tot el seu regnat una gran importància a l'ensenyament de tota la població, tant urbana com rural.

## Política exterior

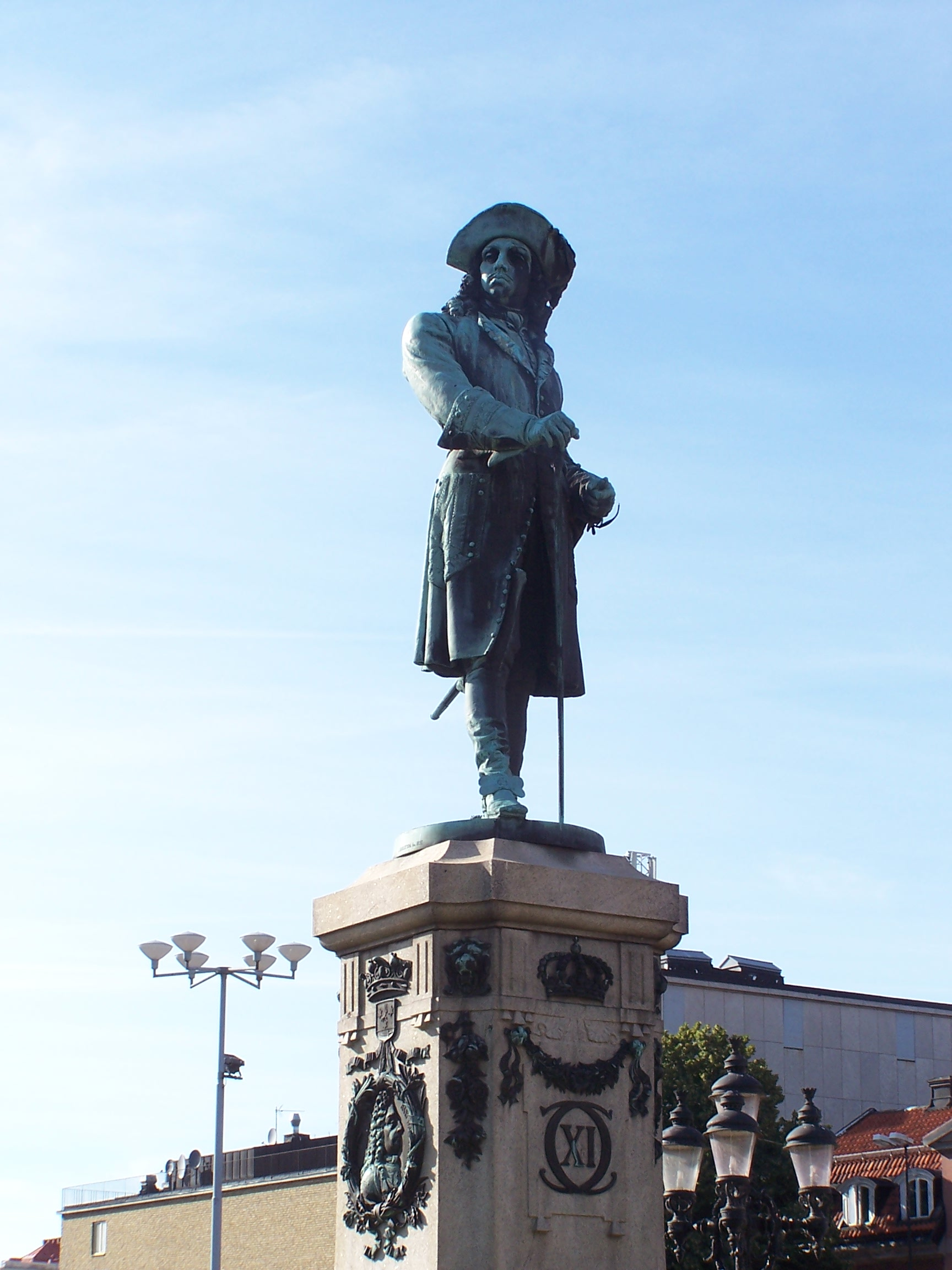
Estàtua de Carles XI a Karlskrona

Malgrat els primers anys, la política exterior de Suècia va ser, a partir de 1679, clarament pacífica. Carles XI considerava que la pau era bàsica i necessària per a la introducció de grans reformes administratives. Després de la mort de Johan Gyllenstierna el 1680, els afers exteriors van passar a les mans de Bengt Oxenstierna, qui també esdevingué canceller del regne.
Bengt Oxenstierna va convèncer el rei d'abandonar gradualment la política escandinava i centrar l'atenció en la recerca de nous aliats. Així, el 1681 se signà un tractat amb les Províncies Unides, el 1682 amb el Sacre Imperi Romanogermànic, i el 1683 amb la Monarquia hispànica. Aquests eren els anys de consolidació de la Lliga d'Augsburg, una important coalició contrària a l'imperialisme francès de Lluís XIV i la seva política annexionista. Aquesta unió de forces però, no va ser capaç de dissuadir al monarca francès, de manera que Suècia es va veure arrossegada a la Guerra dels Nou Anys. Aquesta decisió, a més, va tenir conseqüències internes, ja que va afectar els interessos dels parlamentaris pro-francesos, partidaris d'una aliança entre Suècia i França durant la dècada de 1690.
Malgrat aquesta aposta per la pau, la guerra va ser una amenaça contínua durant tot el regnat. El 1683, França va signar una aliança militar amb Dinamarca i Brandenburg, enemics de Suècia, i el 1688 van arribar a sonar els tambors de guerra quan Dinamarca pressionà a Holstein-Gottorp, aliat de Suècia.
Finalment, Carles XI va morir al castell d'Estocolm el 5 d'abril de 1697, després de patir una llarga malaltia. Les seves restes descansen al Karolinska gravkoret (Cor funerari carolí) de l'església de Riddarholmen, a la mateixa Estocolm.

## Família
Carles XI es va casar el 6 de maig de 1680 a la localitat de Skottorp, a la província de Halland, amb Ulrica Elionor de Dinamarca, filla del rei Frederic III de Dinamarca i de Sofia Amàlia de Brunsvic-Lüneburg. Fruit d'aquest matrimoni van néixer:
- Eduviges Sofia (1681-1708). Duquessa de Holstein-Gottorp després del seu matrimoni amb Frederic IV de Holstein-Gottorp.
- Carles (1682-1718). Rei de Suecia entre 1697 i 1718.
- Gustau (1683-1685).
- Ulric (1684-1685).
- Frederic (1685-1685).
- Carles Gustau (1686-1687).
- Ulrica Leonor (1688-1741). Reina de Suècia, pel seu matrimoni amb Frederic de Hesse-Kassel.